# Giovanna d'Arco - Parte II: Le prigioni
Giovanna d'Arco - Parte II: Le prigioni (Jeanne la Pucelle II - Les prisons) è un film del 1994 diretto da Jacques Rivette.
Il film è la seconda parte di un progetto biografico sulla vita di Giovanna d'Arco, fu girato e distribuito insieme a Giovanna d'Arco - Parte I: Le battaglie.

## Trama
Il film è ambientato durante la guerra dei cento anni e copre l'arco di tempo che spazia tra il luglio 1429 e il 30 maggio del 1431. Dopo i grandi successi militari Giovanna d'Arco viene arrestata dagli inglesi e processata con l'accusa di eresia, al termine del processo viene condannata a morte e bruciata sul rogo il 30 maggio 1431.

## Critica
Il film è stato molto apprezzato dai critici per la sua veridicità storica e per la ricostruzione della Giovanna guerriera tralasciando i cliché religiosi che in quasi tutte le altre pellicole dedicate alla Pulzella occupano il posto principale dell'opera. In tutto il film pervade il sentimento di distaccamento del regista che sembra non volere esprimere nessun giudizio sulla protagonista, elogiandone pregi e difetti.
Proprio questa caratteristica è stata apprezzata da Morando Morandini che nel suo dizionario assegna all'opera complessiva (quindi comprendendo anche la prima parte) ben tre stelle e mezza su un massimo di cinque. Diversamente Pino Farinotti critica la freddezza dell'opera assegnando un voto di 2 su un massimo di 5.

## Riconoscimenti
- Premio César
  - Candidatura come miglior attrice protagonista per Sandrine Bonnaire